# Stanisław Kubiak (redaktor)
Stanisław Kubiak (ur. 7 września 1915 w Nowej Wsi, zm. 2 sierpnia 1978 w Poznaniu) – profesor UAM, redaktor radiowy i prasowy, społecznik, pierwszy sekretarz Komitetu Uczelnianego PZPR na Uniwersytecie im. Adama Mickiewicza w Poznaniu w roku akademickim 1971/1972.

## Życiorys
W 1936 rozpoczął studia prawnicze, ukończył je po II wojnie światowej. W 1948 wstąpił do PZPR.
Od 1950 pracował w Polskim Radiu jako redaktor, kierownik redakcji, zastępca redaktora naczelnego, a od 1957 jako redaktor naczelny. Pisał teksty do audycji Wielkopolskie kominki i Przechadzki po Poznaniu. Prowadził audycję Słuchacze piszą, a my odpowiadamy.
Od 1971 był członkiem Kolegium Redakcyjnego Kroniki Miasta Poznania. Prowadził działalność społeczną. Dzięki jego staraniom powstała Szkoła dla Dzieci Specjalnej Troski przy ul. Bułgarskiej w Poznaniu, Spółdzielnia Mieszkaniowa "Radiowiec" oraz ośrodek wypoczynkowy w Przyjezierzu.
W latach 1961–1978 był prezesem Towarzystwa Miłośników Miasta Poznania.